# Odin Glacier
Odin Glacier är en glaciär i Antarktis. Den ligger i Östantarktis. Nya Zeeland gör anspråk på området. Odin Glacier ligger 1 589 meter över havet.
Terrängen runt Odin Glacier är bergig åt nordväst, men åt sydost är den kuperad. Trakten är obefolkad. Det finns inga samhällen i närheten. 